# Bisbat de Semigàlia
La diòcesi de Semigàlia (llatí: Dioecesis Semigallensis) és una seu suprimida de l'Església catòlica a Letònia.

## Territori
La diòcesi s'estenia a la part central de l'actual Letònia, a la regió històrica de Semigàlia.
La seu episcopal era la ciutat de Selburg, avui coneguda com a Sēlpils (al raion de Jēkabpils) ciutat que va ser destruïda pels suecs el 1704.

## Història
La diòcesi va ser erigida a la primera meitat del segle xiii quan, després de la Croada del Nord, la regió bàltica va ser convertida al cristianisme.
Era sufragània de l'arquebisbat de Riga.
La diòcesi va ser suprimida el 1251, i el seu territori va ser incorporat al de l'arxidiòcesi de Riga.
Al segle xiv se senyalaren alguns bisbes titulars.

## Cronologia episcopal
- Bernhard von Lippe, O.Cist. † (1217 - 30 d'abril de 1224 mort)
- Lambert † (inicis d'agost de 1225 - finals de 1229 mort)
- Balduin von Alna, O.Cist. † (1232 - 1243 mort)
- Arnold, O.Cist. † (vers 1246 - ? renuncià)
- Heinrich von Lützelburg, O.F.M. † (5 de desembre de 1247 - 1251 nomenat bisbe de Curlàndia)

## Cronologia de bisbes titulars
- Tommaso † (14 de febrer de 1343 - ?)
- Boniface du Puy † (vers 1379 - ?)
- Giovanni Jagow, O.P. † (18 de febrer de 1383 - 20 de juliol de 1384 nomenat bisbe de Strängnäs)